# Paphiopedilum sukhakulii
Paphiopedilum sukhakulii is een orchidee die endemisch is in Thailand.
De plant staat in appendix I van CITES, wat betekent dat de plant of delen daarvan niet meer uit het wild mogen worden gehaald om te worden verhandeld en uit Thailand te worden geëxporteerd.